# Europamästerskapen i friidrott 2024 – Herrarnas 200 meter
Herrarnas 200 meter vid europamästerskapen i friidrott 2024 avgjordes mellan den 9 och 10 juni 2024 på Olympiastadion i Rom i Italien.
Guldet togs av schweiziske Timothé Mumenthaler efter ett lopp på 20,28 sekunder. Silvret togs av italienske Filippo Tortu och bronset togs av schweiziske William Reais.

## Rekord
| Rekord inför EM 2024 | Rekord inför EM 2024   | Rekord inför EM 2024 | Rekord inför EM 2024 | Rekord inför EM 2024 |
| -------------------- | ---------------------- | -------------------- | -------------------- | -------------------- |
| Världsrekord         | Usain Bolt (JAM)       | 19,19                | Berlin, Tyskland     | 20 augusti 2009      |
| Europarekord         | Pietro Mennea (ITA)    | 19,72                | Mexico City, Mexiko  | 12 september 1979    |
| Mästerskapsrekord    | Ramil Gulijev (TUR)    | 19,76                | Berlin, Tyskland     | 9 augusti 2018       |
| Världsårsbästa       | Kenneth Bednarek (USA) | 19,67                | Doha, Qatar          | 10 maj 2024          |
| Europaårsbästa       | Zharnel Hughes (GBR)   | 19,96                | Kingston, Jamaica    | 11 maj 2024          |

## Program
Alla tider är lokal tid (UTC+1)
| Datum        | Tid   | Omgång      |
| ------------ | ----- | ----------- |
| 9 juni 2024  | 11:50 | Försöksheat |
| 9 juni 2024  | 21:35 | Semifinaler |
| 10 juni 2024 | 22:50 | Final       |

## Resultat

### Försöksheat
De 12 snabbaste friidrottarna 0q0 gick vidare till semifinalerna.
Vind:
Heat 1: -0,5 m/s, Heat 2: +1,0 m/s, Heat 3: -0,7 m/s
| Placering | Heat | Bana | Namn                  | Nationalitet | Tid   | Noteringar |
| --------- | ---- | ---- | --------------------- | ------------ | ----- | ---------- |
| 1         | 3    | 9    | Felix Svensson        | Schweiz      | 20,52 | 0q0        |
| 2         | 2    | 6    | Tomáš Němejc          | Tjeckien     | 20,54 | 0q0, 0SB0  |
| 3         | 3    | 5    | Erik Erlandsson       | Sverige      | 20,55 | 0q0, 0PB0  |
| 4         | 3    | 8    | Diego Pettorossi      | Italien      | 20,56 | 0q0, 0SB0  |
| 5         | 2    | 9    | Ramil Gulijev         | Turkiet      | 20,66 | 0q0, 0SB0  |
| 6         | 1    | 7    | Roko Farkaš           | Kroatien     | 20,70 | 0q0, 0NR0  |
| 7         | 2    | 3    | Oskars Grava          | Lettland     | 20,78 | 0q0, 0PB0  |
| 8         | 1    | 5    | Gediminas Truskauskas | Litauen      | 20,78 | 0q0, 0SB0  |
| 9         | 2    | 5    | Albert Komański       | Polen        | 20,81 | 0q0        |
| 10        | 2    | 7    | Sotirios Garaganis    | Grekland     | 20,91 | 0q0        |
| 11        | 1    | 6    | Eduard Kubelík        | Tjeckien     | 20,91 | 0q0        |
| 12        | 3    | 3    | Mark Smyth            | Irland       | 20,93 | 0q0, 0SB0  |
| 13        | 2    | 2    | Linus Pihl            | Sverige      | 20,95 |            |
| 14        | 1    | 3    | Łukasz Żok            | Polen        | 20,97 |            |
| 15        | 3    | 6    | Patryk Wykrota        | Polen        | 20,97 |            |
| 16        | 1    | 9    | Ioannis Kariofyllis   | Grekland     | 21,00 |            |
| 17        | 1    | 4    | Samuel Purola         | Finland      | 21,04 |            |
| 18        | 3    | 7    | Zoltán Wahl           | Ungern       | 21,05 | 0SB0       |
| 19        | 2    | 8    | Andrej Skočir         | Slovenien    | 21,08 |            |
| 20        | 2    | 4    | Ján Volko             | Slovakien    | 21,09 |            |
| 21        | 1    | 8    | Mathias Hove Johansen | Norge        | 21,21 |            |
|           | 3    | 4    | Viljami Kaasalainen   | Finland      | 0DNS0 |            |

### Semifinaler
De två första i varje heat 0Q0 samt de två snabbaste tiderna 0q0 kvalificerade sig för finalen.
Vind:
Heat 1: +0,8 m/s, Heat 2: +1,2 m/s, Heat 3: +0,9 m/s
| Placering | Heat | Bana | Namn                  | Nationalitet   | Tid   | Noteringar |
| --------- | ---- | ---- | --------------------- | -------------- | ----- | ---------- |
| 1         | 3    | 8    | Filippo Tortu         | Italien        | 20,14 | 0Q0, 0SB0  |
| 2         | 2    | 7    | Pablo Matéo           | Frankrike      | 20,34 | 0Q0        |
| 3         | 1    | 6    | Joshua Hartmann       | Tyskland       | 20,38 | 0Q0        |
| 4         | 1    | 7    | Timothé Mumenthaler   | Schweiz        | 20,38 | 0Q0        |
| 5         | 2    | 4    | Fausto Desalu         | Italien        | 20,39 | 0Q0, 0SB0  |
| 6         | 3    | 9    | Blessing Afrifah      | Israel         | 20,46 | 0Q0, 0SB0  |
| 7         | 2    | 6    | William Reais         | Schweiz        | 20,51 | 0q0        |
| 8         | 2    | 9    | Tomáš Němejc          | Tjeckien       | 20,52 | 0q0, 0PB0  |
| 8         | 2    | 5    | Erik Erlandsson       | Sverige        | 20,52 | qR, 0PB0   |
| 10        | 3    | 6    | Ryan Zeze             | Frankrike      | 20,53 |            |
| 11        | 3    | 4    | Felix Svensson        | Schweiz        | 20,66 |            |
| 12        | 1    | 4    | Jona Efoloko          | Storbritannien | 20,73 |            |
| 13        | 2    | 2    | Oskars Grava          | Lettland       | 20,79 |            |
| 14        | 2    | 8    | Jeriel Quainoo        | Storbritannien | 20,81 |            |
| 15        | 1    | 3    | Gediminas Truskauskas | Litauen        | 20,86 |            |
| 16        | 3    | 3    | Mark Smyth            | Irland         | 20,86 | 0SB0       |
| 17        | 2    | 3    | Ramil Gulijev         | Turkiet        | 20,87 |            |
| 18        | 1    | 9    | Diego Pettorossi      | Italien        | 20,88 |            |
| 19        | 3    | 7    | Ondřej Macík          | Tjeckien       | 20,89 |            |
| 20        | 1    | 5    | Linus Phil            | Sverige        | 20,91 | 0PB0       |
| 21        | 1    | 2    | Sotirios Garaganis    | Grekland       | 20,93 |            |
| 22        | 3    | 2    | Roko Farkaš           | Kroatien       | 20,95 |            |
| 23        | 1    | 8    | Taymir Burnet         | Nederländerna  | 21,02 |            |
|           | 3    | 5    | Albert Komański       | Polen          | 0DNF0 |            |

### Final
Vind: +0,8 m/s
| Placering | Bana | Namn                | Nationalitet | Tid   | Noteringar |
| --------- | ---- | ------------------- | ------------ | ----- | ---------- |
| 1         | 9    | Timothé Mumenthaler | Schweiz      | 20,28 | EU23L      |
| 2         | 6    | Filippo Tortu       | Italien      | 20,41 |            |
| 3         | 3    | William Reais       | Schweiz      | 20,47 |            |
| 4         | 1    | Erik Erlandsson     | Sverige      | 20,57 |            |
| 5         | 5    | Fausto Desalu       | Italien      | 20,59 |            |
| 6         | 2    | Tomáš Nĕmejc        | Tjeckien     | 20,91 |            |
| 7         | 4    | Blessing Afrifah    | Israel       | 20,97 |            |
| 8         | 7    | Pablo Matéo         | Frankrike    | 0DSQ0 |            |
| 9         | 8    | Joshua Hartmann     | Tyskland     | 0DSQ0 |            |